# Salix kimurana
Salix kimurana là một loài thực vật có hoa trong họ Liễu. Loài này được Miyabe & Tatew. miêu tả khoa học đầu tiên.